# Eckhard Neumann
Eckhard Neumann (* 15. April 1933 in Königsberg; † 24. März 2006 in Frankfurt am Main) war ein deutscher Grafikdesigner, Designhistoriker, Publizist und Hochschullehrer.

## Leben
Eckhard Neumann machte nach dem Zweiten Weltkrieg in Dessau eine Lehre als Plakatgrafiker und malte in der frühen DDR Agitationsplakate. Aus Interesse am Bauhaus erkundigte er sich nach dessen Nachfolge und studierte ab 1953 zunächst an der Werbefachschule in Berlin und wechselte später in die Grundlehre der Hochschule für Gestaltung Ulm, wo er bis 1957 studierte. 1957 bis 1971 war Neumann Werbeleiter der Swissair Deutschland Direktion in Frankfurt am Main. 1965 bis 1967 lehrte er an der HfG Ulm Geschichte der Kommunikation.
1973 bis 1975 war er Leiter der Kommunikations-Gestaltung der Braun AG, von 1975 bis 1985 war er Leiter Design-Promotion beim Rat für Formgebung in Darmstadt, wo er unter anderem bis 1984 den Pressedienst „Design Report“, einen Vorläufer der heutigen Zeitschrift, redaktionell betreute.
1985 bis 1988 war Neumann Dozent an der Städtischen Fachhochschule Mannheim, ab 1988 war er Professor für Kommunikationsdesign an der Fachhochschule Mannheim (heute: Technische Hochschule Mannheim).

## Wirkung
Eckhard Neumann trug seit Mitte der 1960er Jahre durch Ausstellungen und Publikationen maßgeblich zur Wiederentdeckung des Bauhauses und der Typografie der 1920er und 1930er Jahre bei. 1964 stellte er für den Katalog „Bauhaus – Idee – Form – Zweck – Zeit“ erstmals Erinnerungen der Bauhäusler zusammen. Später besuchte er die in aller Welt verstreut lebenden ehemaligen Lehrer und Studenten des Bauhauses und gab 1971 sein bekanntestes Buch „Bauhaus und die Bauhäusler“ heraus. Neumanns Adressbüchlein las sich wie ein Who's who der Avantgarde. Ebenfalls 1964 gründete er das Jahrbuch „Werbung in Deutschland“ Jahrbuch der Werbung, das er gemeinsam mit Wolfgang Sprang bis 1991 herausgab.

## Publikationen
- Bauhaus, Idee – Form – Zweck – Zeit. Katalog, Göppinger Galerie, Frankfurt am Main, 1964
- Functional Graphic Design In The 20's. Reinhold, New York, 1967 (Engl.)
- als Herausgeber: Bauhaus und Bauhäusler – Erinnerungen und Bekenntnisse. Hallwag, Bern 1971, 5. Auflage, DuMont, Köln 1996, ISBN 3-7701-1673-9.
- The non-objective world. Annely Juda Fine Art, 1971
- Xanti Schawinsky. Foto. Bentelli, Bern, 1989
- Bauhaus-Archiv, Museum für Gestaltung Berlin (Hrsg.): Herbert Bayer. Kunst und Design in Amerika 1938–1985. Gebrüder Mann, Berlin 1986, ISBN 3-7861-1407-2.